# Хорхе Франко Алвіс
Хорхе Франко Алвіс (ісп. Jorge Franco Alviz, нар. 29 жовтня 1993, Бургільйос-дель-Серро) — іспанський футболіст, нападник, фланговий півзахисник клубу «Алавес».
Виступав під псевдонімом Бурґі за клуби «Еспаньйол» та «Спортінг» (Хіхон).

## Ігрова кар'єра
Хорхе Франко народився 29 жовтня 1993 року в невеличкому містечку Бургільйос-дель-Серро. Перші тренування відбулися в рідному місті, тому вважається вихованцем місцевих юнацьких команд.
У дорослому футболі дебютував в 2012 році виступами за команду клубу «Реал Мадрид C», куди його завербували, підмітивши на одному із численних юнацьких турнірів. В цій команді він провів один сезон, взявши участь у 38 матчах чемпіонату,там же й отримав кличку Бурґі, за найменням його рідного містечка.
Протягом 2013—2015 років, Хорхе два повноцінних сезони захищав кольори команди «Реал Мадрид Кастілья», клубу, що складає систему підготовки юних футболістів славетного мадридського «Реалу».
Своєю грою за фарм-клуб королівського клубу привернув увагу представників тренерського штабу каталонського «Еспаньйолу», до складу якого приєднався в 2015 році. Відіграв за барселонський клуб і наступний сезон своєї ігрової кар'єри. Більшість часу, проведеного у складі «Еспаньйола», був основним гравцем команди.
В 2016 році уклав контракт з клубом «Спортінг» (Хіхон), у складі якого провів наступний рік своєї кар'єри гравця.  Граючи у складі хіхонського «Спортінга» також здебільшого виходив на поле в основному складі команди.
До складу клубу «Алавес» приєднався в 2017 році. Станом на 25 грудня 2018 року відіграв за баскський клуб 33 матчі в національній першості.

## Статистика
Станом на 1 вересня 2018
| Клуб                 | Сезон                                           | Ліга  | Ліга | Кубок | Кубок | Єврокубки | Єврокубки | Інше  | Інше | Всього | Всього |
| Клуб                 | Сезон                                           | Матчі | Голи | Матчі | Голи  | Матчі     | Голи      | Матчі | Голи | Матчі  | Голи   |
| -------------------- | ----------------------------------------------- | ----- | ---- | ----- | ----- | --------- | --------- | ----- | ---- | ------ | ------ |
| Реал Мадрид C        | Сегунда Дивізіон B 2012/13                      | 38    | 8    | —     | —     | —         | —         | —     | —    | 38     | 8      |
| Реал Мадрид Кастілья | Другий дивізіон Іспанії з футболу 2012/2013     | 1     | 0    | —     | —     | —         | —         | —     | —    | 1      | 0      |
| Реал Мадрид Кастілья | Другий дивізіон Іспанії з футболу 2013/2014     | 36    | 5    | —     | —     | —         | —         | —     | —    | 36     | 5      |
| Реал Мадрид Кастілья | Чемпіонат Іспанії з футболу (Сегунда B) 2014/15 | 37    | 7    | —     | —     | —         | —         | —     | —    | 37     |        |
| Реал Мадрид Кастілья | Всього                                          | 74    | 12   | —     | —     | —         | —         | —     | —    | 74     | 12     |
| Еспаньйол            | Чемпіонат Іспанії з футболу 2015/2016           | 1     | 0    | —     | —     | —         | —         | —     | —    | 1      | 0      |
| Спортінг (Хіхон)     | Сегунда 2016/17                                 | 32    | 2    | —     | —     | —         | —         | —     | —    | 32     | 2      |
| Депортіво Алавес     | Чемпіонат Іспанії з футболу 2017/18             | 33    | 2    | —     | —     | —         | —         | —     | —    | 33     | 2      |
| Всього за кар'єру    | Всього за кар'єру                               | 178   | 24   | —     | —     | —         | —         | —     | —    | 178    | 24     |